# Kaisersee
Der Kaisersee ist ein beliebter Badesee im Norden von Augsburg. 

## Lage

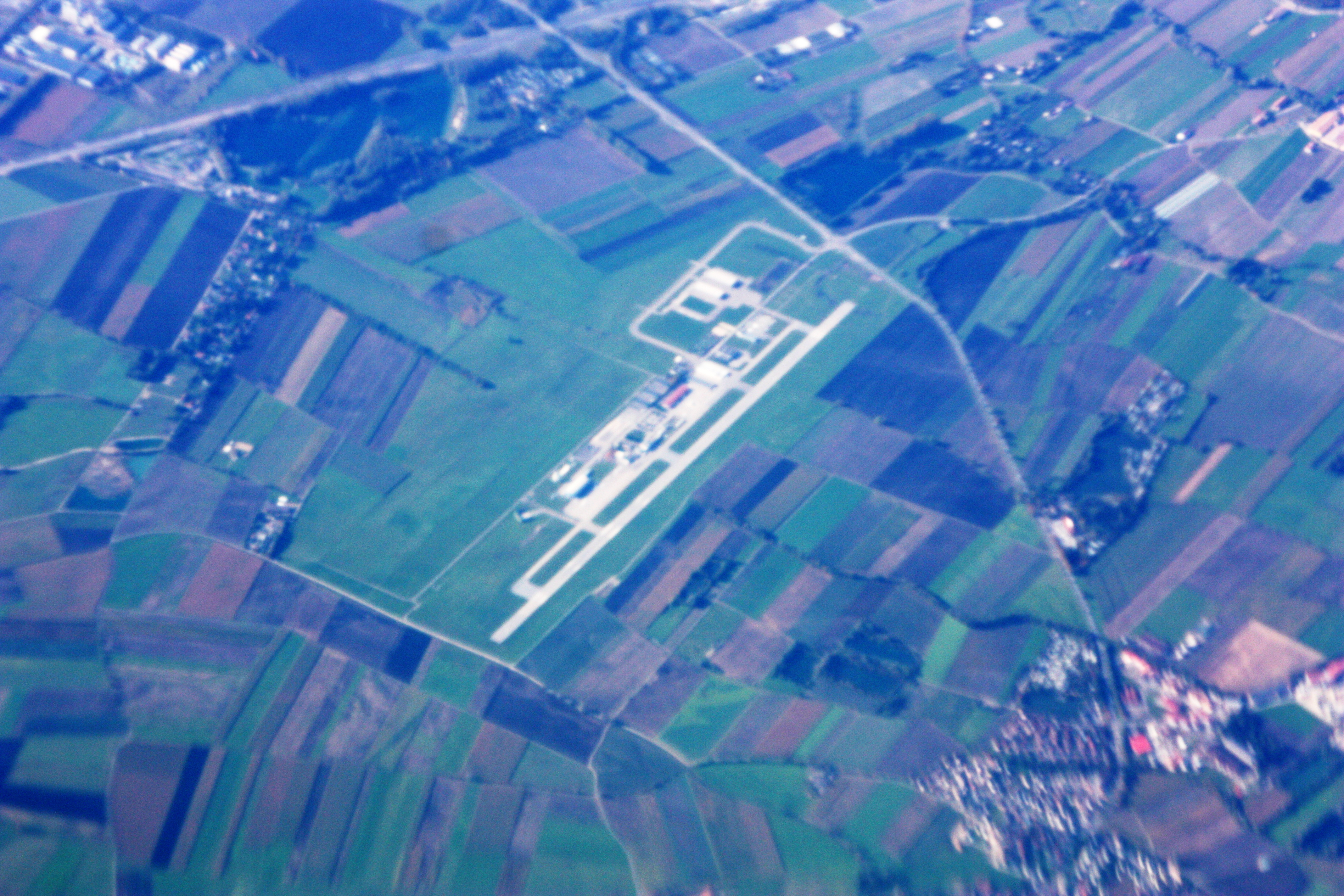
Luftbild vom Flugplatz Augsburg (2010), Blickrichtung Süd-Südwest. Der Kaisersee ist oben rechts erkennbar.

Der See liegt an der Mühlhauser Straße (St 2035, Richtung Neuburg) und an der Gersthofer Straße (St 2381), nördlich der A 8-Anschlussstelle Augsburg-Ost, westlich vom Augsburger Flugplatz und östlich vom Augsburger Müllberg.

## Beschreibung
Der Kaisersee ist einer der inoffiziellen FKK-Seen in der Region. Er ist rundum von Äckern umgeben, von diesen jedoch durch einen 3 bis 10 Meter breiten Bewuchs von Bäumen und Sträuchern getrennt und dadurch sichtgeschützt. Der See ist ein inoffizieller FKK-Treff, der jedoch rege genutzt wird. Das Publikum ist durchmischt, Nackte sind am Kaisersee auf jeden Fall in der Überzahl, Textile verirren sich nur vereinzelt hierher. Große Liegewiesen sucht man an diesem See vergebens, kleine Nischen und eingewachsene Lichtungen machen den Reiz dieser Oase aus. Beliebt ist die schmale Halbinsel im See.
Da es keine Parkplätze gibt, parken die Seebesucher die Autos am Rand der beiden Staatsstraßen. Es gibt keine Wasserwacht, keinen Kiosk, keine sanitären Anlagen und keine Abfalleimer.
Durch die unmittelbare Nähe zum Flugplatz Augsburg gibt es relativ viel niedrig fliegenden Flugverkehr, vor allem kleine Sportmaschinen und Segelflugzeuge.

## Fischerei
Seit 1970 wird der Kaisersee vom Lechfischereiverein Augsburg e.V. bewirtschaftet und gepachtet. Seit Mai 2010 ist der Lechfischereiverein Eigentümer, welcher ihn für 134 000 Euro erwarb. Der Fischbestand setzt sich zusammen aus Salmoniden, Karpfen, Hecht, Zander, Schleien und einer Reihe anderer Weißfischarten. Der bisher getätigte Hechtbesatz brachte schon einige Exemplare bis zu 30 Pfund Gewicht zu Tage.